# Данильчук Олексій Федорович
Данильчук Олексій Федорович (нар. 6 серпня 1946 р., Тернопіль) — український співак, лірико-драматичний тенор. Заслужений артист України (2002).

## Життєпис
У 1976 році закінчив Львівську консерваторію (клас О. Дарчука), після чого почав працювати провідним солістом Львівського театру опери та балету ім. С. Крушельницької. Гастролював у Німеччині, Австрії, Італії, Угорщині, Польщі, РФ, Лівані, Франції.
Основні партії: Танґейзер (однойменна опера Р. Ваґнера), Ернані, Дон Карлос, Отелло (однойменна опера Дж. Верді), Каварадоссі, Пінкертон, Рудольф («Тоска», «Мадам Баттерфляй», «Богема» Дж. Пуччіні), Каніо («Паяци» Р. Леонкавалло), Турідду («Сільська честь» П. Масканьї), Хозе («Кармен» Ж. Бізе), Максим («Золотий обруч» Б. Лятошинського), Вакула («Різдвяна ніч» М. Лисенка), Микола («Украдене щастя» Ю. Мейтуса), Азазель («Мойсей» М. Скорика), Володимир («Князь Ігор» О. Бородіна).